# (21485) Ash
(21485) Ash (1998 HV137) – planetoida z pasa głównego asteroid okrążająca Słońce w ciągu 3,61 lat w średniej odległości 2,35 j.a. Odkryta 20 kwietnia 1998 roku.